# ناتالي آدامز
ناتالي آدامز (بالإنجليزية: Natalie Adams) هي قاضية ومحامية في القضاء العالي ومحامية أسترالية، ولدت في 23 نوفمبر 1965 في Narrandera ‏ في أستراليا.